# 北京安庆会馆
安庆会馆，位于北京市宣武区菜市口附近的铁门胡同北口西侧，1912年8月11日，同盟会、统一共和党、国民公党、国民共进会和共和实进会五个政团在此集会，就合并为国民党一事达成协议。8月13日发表宣言说：“共和之制，国民为国主体，吾人于使人不忘其义，故颜其名曰国民党。” 8月25日下午1时，国民党成立大会在湖广会馆召开。
1917年陈独秀来北京，任教于北京大学，曾在此会馆居住。现在是居民大杂院。